# Eibertingen
Eibertingen, Ebertange en français, est un village de la commune belge d'Amblève (en allemand : Amel) située en Communauté germanophone et en Région wallonne dans la province de Liège.
Avant la fusion des communes de 1977, Eibertingen faisait déjà partie de la commune d'Amblève.
En 2013, le village comptait 166 habitants.

## Situation et description
Eibertingen se situe sur les hauteurs nord-ouest du village d'Amblève le long et à proximité de la route nationale 676 menant de Waimes à Amblève. L'altitude est de 475 m à la chapelle. Le village, assez concentré, comporte plusieurs anciennes fermes et fermettes bâties en moellons de grès avec encadrements des portes et fenêtres souvent réalisés en briques rouges et toitures en ardoises.
Eibertingen avoisine Iveldingen situé à l'ouest, Deidenberg au sud-ouest et Amblève situé au sud-est à moins d'1 km|.

## Patrimoine
La chapelle Saint Sébastien (St. Sebastian Kapelle) a vraisemblablement été bâtie au XVIIe siècle. Elle est mentionnée dès 1706. Le portail occidental est surmonté d'un clocheton carré. L'édifice recouvert de crépi blanc compte une seule nef de deux travées et un chevet à trois pans coupés. Les baies sont ornées de vitraux. La façade, la toiture, la sacristie, l'autel et deux statues polychromes en bois datant du XVIIIe siècle sont reprises sur la liste du patrimoine immobilier classé d'Amblève depuis 1994.